# Icilio
Icilio  è un nome proprio di persona italiano maschile.

## Varianti
- Femminili: Icilia[1]

### Varianti in altre lingue
- Bulgaro: Ицилий (Icilij)
- Catalano: Icili
- Latino: Icilius[1][2]
- Russo: Ицилий (Icilij)
- Spagnolo: Icilio

## Origine e diffusione
Nome di scarsa diffusione, ripreso in epoca rinascimentale grazie alla storia di Lucio Icilio e della sua fidanzata Verginia, uccisa dal proprio padre per evitare che fosse disonorata da un altro uomo. Risale al latino Icilius, ma la sua etimologia è dubbia; alcune fonti propongono una connessione con il verbo iacere ("gettare"), mentre secondo altre ha origini etrusche ormai indecifrabili.
È tipico del Nord e del Centro d'Italia, in particolare dell'Emilia-Romagna e Toscana.

## Onomastico
Nessun santo ha mai portato questo nome, che quindi è adespota; l'onomastico si può eventualmente festeggiare il 1º novembre, in occasione di Ognissanti.

## Persone

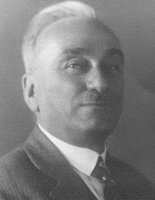
Icilio Bacci

- Lucio Icilio, tribuno della plebe nel 456 a.C.
- Icilio Bacci, politico italiano
- Icilio Buonini, politico e militare italiano
- Icilio Calleja, tenore maltese
- Icilio Calzolari, fotografo italiano
- Icilio Guareschi, chimico e storico italiano
- Icilio Federico Joni, pittore italiano
- Icilio Missiroli, insegnante e politico italiano
- Icilio Pelizza, militare italiano
- Icilio Vanni, filosofo e sociologo italiano
- Icilio Zuliani, calciatore italiano